# Statsministerns ställföreträdare (Sverige)
Statsministerns ställföreträdare, officiellt ställföreträdande statsminister, vardagligt vice statsminister, är i Sverige en funktion som ett statsråd har som ersätter statsministern vid dennes frånvaro och således skall kunna avlasta statsministern och leda regeringens arbete då statsministern är förhindrad att göra detta. Statsministern kan utse något av de övriga statsråden till sin ställföreträdare. Om statsministern inte fattat något sådant beslut ska det statsråd som har flest tjänsteår som statsråd fullgöra funktionen, så kallad senioritet.
Om både statsministern och statsministerns ställföreträdare är frånvarande, vilket ibland är fallet exempelvis vid sommarledighet eller storhelger, avgörs vem av statsråden som ska vikariera som statsminister av senioritetsordning; ett visst lägsta antal statsråd skall alltid vara i tjänst oavsett om det är vardag eller helg.

## Historik
Före 1975, under 1809 års regeringsform, fungerade utrikesministern, ministärens "andre excellens", som ställföreträdare vid statsministerns förfall. Den officiella titeln som ställföreträdande statsminister inrättades från och med den 1 januari 1975 i och med ikraftträdandet av 1974 års regeringsform, som i 2012 års lydelse fastslår att "Statsministern kan bland de övriga statsråden utse någon att i egenskap av ställföreträdare vid förhinder för statsministern fullgöra hans eller hennes uppgifter". När regeringsformen trädde i kraft 1975 blev Gunnar Sträng i egenskap av den sedan längst tid tjänstgörande ministern, statsministerns ställföreträdare i kraft av senioritet. Den förste särskilt utsedde ställföreträdaren var folkpartisten Per Ahlmark (som samtidigt var arbetsmarknadsminister) i regeringen Fälldin I, som tillträdde 1976.
Östen Undén var utrikesminister och därmed "andre excellens" när statsminister Per Albin Hansson avled 1946. Han tillträdde därför som tillförordnad statsminister och var det fram tills Tage Erlander utsågs till Hanssons efterträdare.
År 1954 utsågs Ulla Lindström till konsultativt statsråd, och var enda kvinnan i regeringen. Hon vikarierade som statsminister flera somrar i stället för Tage Erlander, första gången 1958, vilket gjort att hon kallats Sveriges första kvinnliga statsminister, även om hon aldrig formellt var statsministerns ställföreträdare.

## Funktion
Posten som ställföreträdare innebär inte att statsministerns ställföreträdare blir statsminister om sittande statsminister avlider eller med omedelbar verkan avgår. Däremot fungerar ställföreträdaren som tillförordnad regeringschef fram tills att en ny ordinarie statsminister har valts. Vid tiden för mordet på Olof Palme 1986 var Ingvar Carlsson ställföreträdande statsminister, och tog sig an rollen som i praktiken tillförordnad statsminister under mordnatten för att sedan formellt väljas till statsminister efter talmansrunda och omröstning den 12 mars.
Förutom avlastningsfunktionen kan en ställföreträdare ha andra arbetsuppgifter som varierar beroende på innehavaren. En särskilt utsedd ställföreträdare kan antingen ha sitt arbete helt förlagt till statsrådsberedningen (så var exempelvis fallet med Bosse Ringholm i regeringen Persson 2004–2006) eller samtidigt inneha en annan ministerpost (till exempel var Bengt Westerberg på en och samma gång socialminister och statsministerns ställföreträdare i regeringen Bildt 1991–1994).

## Lista över statsministerns ställföreträdare
I listan nedan betecknar i kursiv stil befattningshavare som inte varit formellt förordnad till vice statsminister men som av ovan nämnda senioritetsskäl varit ställföreträdare för statsministern under perioder då någon särskild vice statsminister inte varit förordnad. I regeringen Kristersson var först utrikesminister Tobias Billström statsrådet med högst senoritet, men Ebba Busch har utsetts till statsministerns ställföreträdare. Efter Billströms avgång är finansminister Elisabeth Svantesson statsrådet med högst senioritet. 
|  | Statsministerns ställföreträdare | Tillträdde        | Avgick            | Parti | Parti              | Regering                       |
|  | -------------------------------- | ----------------- | ----------------- | ----- | ------------------ | ------------------------------ |
|  | Gunnar Sträng (1906–1992)        | 1 januari 1975    | 8 oktober 1976    |       | Socialdemokraterna | Palme I                        |
|  | Per Ahlmark (1939–2018)          | 8 oktober 1976    | 7 mars 1978       |       | Folkpartiet        | Fälldin I                      |
|  | Ola Ullsten (1931–2018)          | 7 mars 1978       | 18 oktober 1978   |       | Folkpartiet        | Fälldin I                      |
|  | Sven Romanus (1906–2005)         | 18 oktober 1978   | 12 oktober 1979   |       | Partilös           | Ullsten                        |
|  | Ingemar Mundebo (1930–2018)      | 12 oktober 1979   | 31 juli 1980      |       | Folkpartiet        | Fälldin II                     |
|  | Ola Ullsten (1931–2018)          | 1 augusti 1980    | 8 oktober 1982    |       | Folkpartiet        | Fälldin II, Fälldin III        |
|  | Ingvar Carlsson (född 1934)      | 8 oktober 1982    | 1 mars 1986       |       | Socialdemokraterna | Palme II                       |
|  | Svante Lundkvist (1919–1991)     | 1 mars 1986       | 9 oktober 1986    |       | Socialdemokraterna | Carlsson I                     |
|  | Kjell-Olof Feldt (1931–2025)     | 10 oktober 1986   | 16 februari 1990  |       | Socialdemokraterna | Carlsson I                     |
|  | Lena Hjelm-Wallén (född 1943)    | 16 februari 1990  | 27 februari 1990  |       | Socialdemokraterna | Carlsson I                     |
|  | Odd Engström (1941–1998)         | 27 februari 1990  | 4 oktober 1991    |       | Socialdemokraterna | Carlsson II                    |
|  | Bengt Westerberg (född 1943)     | 4 oktober 1991    | 7 oktober 1994    |       | Folkpartiet        | Bildt                          |
|  | Mona Sahlin (född 1957)          | 7 oktober 1994    | 16 november 1995  |       | Socialdemokraterna | Carlsson III                   |
|  | Lena Hjelm-Wallén (född 1943)    | 17 november 1995  | 7 oktober 1998    |       | Socialdemokraterna | Persson                        |
|  | Lena Hjelm-Wallén (född 1943)    | 7 oktober 1998    | 21 oktober 2002   |       | Socialdemokraterna | Persson                        |
|  | Margareta Winberg (född 1947)    | 21 oktober 2002   | 30 oktober 2003   |       | Socialdemokraterna | Persson                        |
|  | Marita Ulvskog (född 1951)       | 31 oktober 2003   | 31 maj 2004       |       | Socialdemokraterna | Persson                        |
|  | Lars Engqvist (född 1945)        | 1 juni 2004       | 30 september 2004 |       | Socialdemokraterna | Persson                        |
|  | Laila Freivalds (född 1942)      | 1 oktober 2004    | 31 oktober 2004   |       | Socialdemokraterna | Persson                        |
|  | Bosse Ringholm (född 1942)       | 1 november 2004   | 6 oktober 2006    |       | Socialdemokraterna | Persson                        |
|  | Maud Olofsson (född 1955)        | 6 oktober 2006    | 5 oktober 2010    |       | Centerpartiet      | Reinfeldt                      |
|  | Jan Björklund (född 1962)        | 5 oktober 2010    | 3 oktober 2014    |       | Folkpartiet        | Reinfeldt                      |
|  | Margot Wallström (född 1954)     | 3 oktober 2014    | 10 september 2019 |       | Socialdemokraterna | Löfven I Löfven II             |
|  | Morgan Johansson (född 1970)     | 10 september 2019 | 18 oktober 2022   |       | Socialdemokraterna | Löfven II Löfven III Andersson |
|  | Ebba Busch (född 1987)           | 18 oktober 2022   | Innehar ämbetet   |       | Kristdemokraterna  | Kristersson                    |

## Vice statsminister i Löfvens regeringar

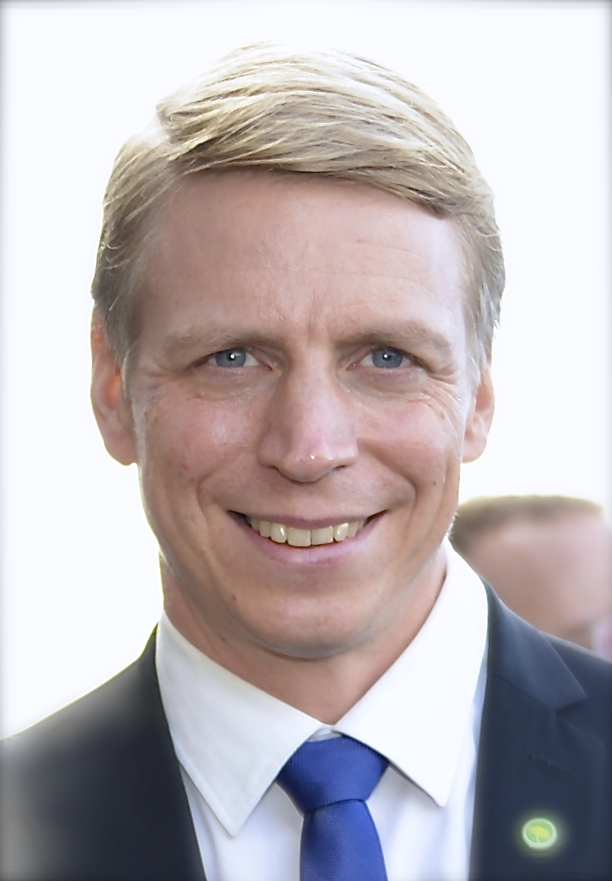
Per Bolund (MP) bar titeln vice statsminister, men var aldrig statsministerns ställföreträdande. Detsamma gällde Isabella Lövin och Åsa Romson, båda MP.

I Sverige har normalt vice statsminister använts som en benämning för den som är ställföreträdare för statsministern, men i regeringen Löfven I som tillträdde den 3 oktober 2014 kallades Åsa Romson vice statsminister utan att formellt vara statsministerns ställföreträdare. Att Romson inte var statsministerns ställföreträdare blev allmänt känt drygt nio månader senare i samband med att statsminister Stefan Löfven hade förts akut till sjukhus med ambulans. I hans frånvaro leddes regeringsarbetet av landsbygdsminister Sven-Erik Bucht, vilket sades bero på att det var sommar och han var tillgänglig. Åsa Romsons pressekreterare sade först felaktigt att det egentligen var vice statsminister Åsa Romson som skulle träda in för Stefan Löfven, men det tydliggjordes i en artikel i Dagens Nyheter att det faktiskt var Margot Wallström som var statsministerns ställföreträdare, eftersom hon hade flest tjänstgöringsår som statsråd. Förvirringen ledde till att moderaten Jan Ericson anmälde statsministern till konstitutionsutskottet. Ericson anförde att det "aldrig kommunicerats till svenska folket att statsministern har ändrat den vedertagna och språkligt sett rimliga innebörden av titeln vice statsminister på ett sätt som innebär att titeln inte alls betecknar någon som träder in i statsministerns ställe" och att titeln vid internationella kontakter kunde ge upphov till missförstånd.[uppföljning saknas]
Vid regeringsombildningen 25 maj 2016 efterträdde Isabella Lövin Romson som vice statsminister. Statsvetaren Ulf Bjereld har uttalat sin uppfattning att Romsons och Lövins titel vice statsminister är endast ceremoniell, utan faktiskt innehåll. Någon formell utnämning av statsministerns ställföreträdare skedde inte i regeringen Löfven I och II och rollen tilldelas då det statsråd som har längst tjänstgöringstid vilket inledningsvis var Margot Wallström och därefter Morgan Johansson. Det ledde till en interpellationsdebatt i riksdagen 2015 om vice statsministers arbetsuppgifter.

### Lista över de som formellt burit titeln "vice statsminister" utan att vara statsministerns ställföreträdare
Före den 3 oktober 2014 och sedan den 30 november 2021 sammanfaller titeln "vice statsminister" med den som är statsministerns ställföreträdare. Statsråd som där emellan endast innehaft den ceremoniella titeln "vice statsminister" har varit:
- Åsa Romson (MP) 3 oktober 2014 – 25 maj 2016
- Isabella Lövin (MP) 25 maj 2016 – 5 februari 2021
- Per Bolund (MP) 5 februari 2021 – 30 november 2021